# Dunchon-dong
Dunchon-dong là một dong, phường của Gangdong-gu ở Seoul, Hàn Quốc.